# Nes, Akershus
Nes este o comună din provincia Akershus, Norvegia.